# Eleonora Duse

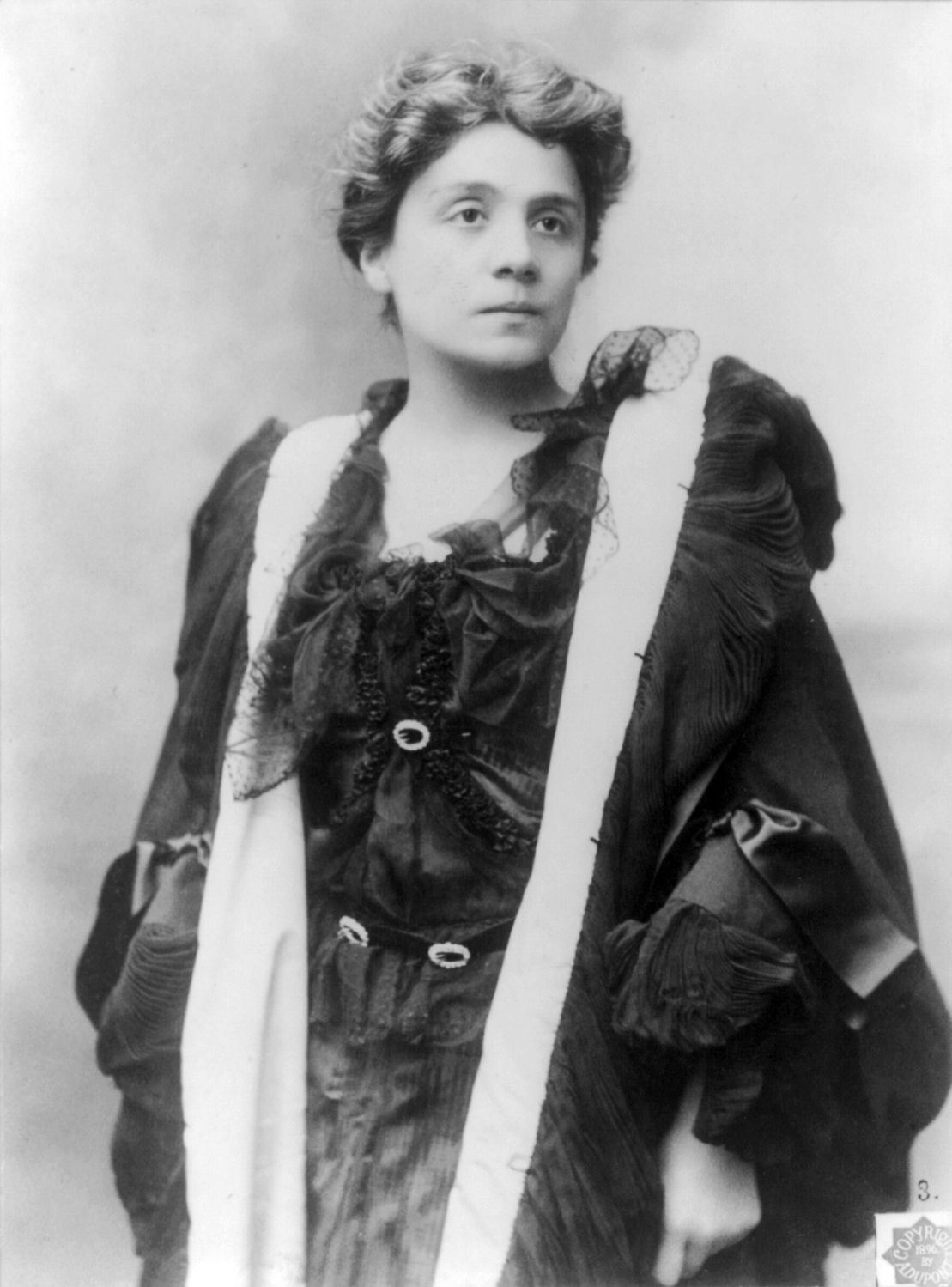
Eleonora Duse,
Foto: Amié Dupont, 1896

Eleonora Giulia Amalia Duse (* 3. Oktober 1858 in Vigevano, Lombardei; † 21. April 1924 in Pittsburgh, Pennsylvania) war eine italienische Schauspielerin.
„Die Duse“ zählt neben Sarah Bernhardt und Mrs. Patrick Campbell zu den großen Theaterschauspielerinnen ihrer Zeit. Ihr Spiel war subtil und wenig theatralisch und gilt als wegweisend für das moderne Theater. Sie verkörperte zumeist leidende, aber willensstarke Frauencharaktere.

## Leben und Werk

### Kindheit und frühe Jahre

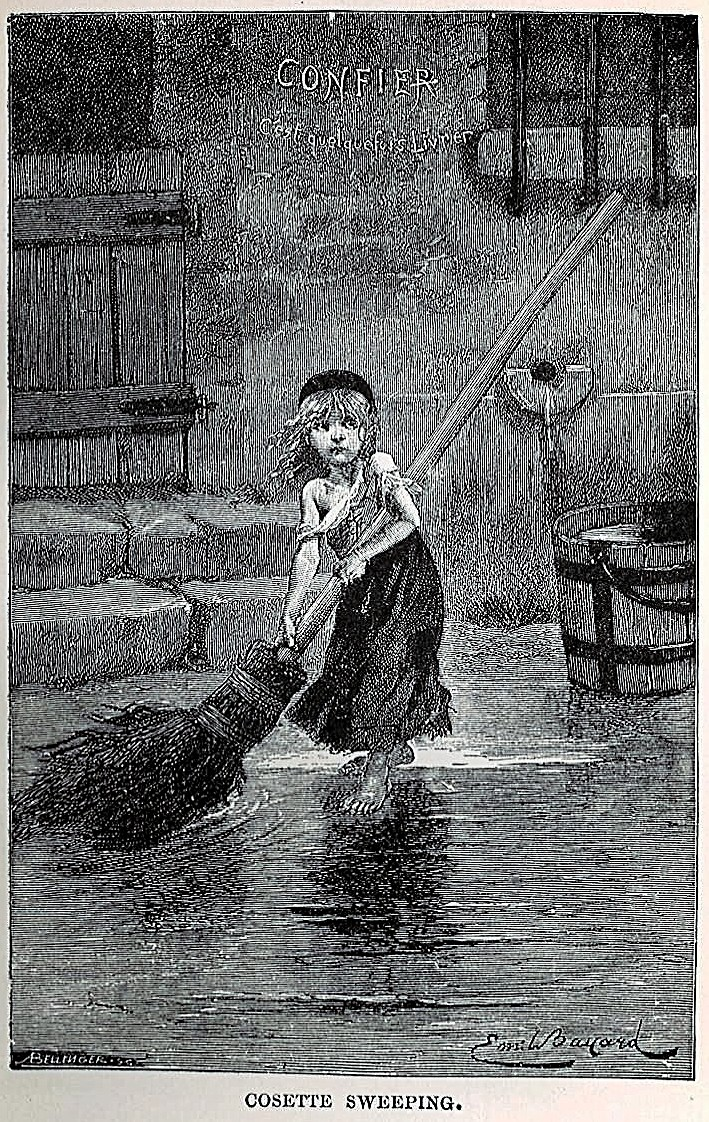
Die Kinderrolle der Cosette aus Victor Hugos Les Misérables war einer der ersten Bühnenauftritte der Duse. Porträt der Cosette von Emile Bayard aus der Originalausgabe Les Misérables, 1862.

Eleonora Giulia Amalia Duse wurde in eine Schauspielerfamilie hineingeboren. Die Eltern Vincenzo (genannt Alessandro) Duse und Angelica Cappelletto hatten eine fahrende Komödiantentruppe, die von Ort zu Ort zog. Schon ihr Großvater Luigo Duse war Schauspieler und trat in Padua in einer selbstgebauten Theaterkulisse auf; jeder seiner Söhne gründete wiederum ein eigenes Ensemble.
Bereits mit vier Jahren stand die kleine Eleonora auf Bühnenbrettern und spielte Kinderrollen wie die Cosette in einer Dramatisierung von Victor Hugos Roman Les Misérables. Mit zwölf Jahren sprang sie für ihre an Schwindsucht erkrankte Mutter Angelica ein; mit fünfzehn spielte sie bereits die Hauptrolle in Romeo und Julia in der Arena von Verona. 1876 erlag ihre Mutter der jahrelangen Lungenerkrankung.
Um 1878 schloss sich Eleonora Duse der Theaterkompanie von Enrico Belli Blanes und Francesco Ciotti an. Im folgenden Jahr wurde sie von Giovanni Emanuel für das Teatro dei Fiorentini in Neapel entdeckt. Ihre ersten größeren Erfolge hatte sie in zwei Shakespeare-Tragödien: als Desdemona in Othello und als Ophelia im Hamlet. Begeistert von dem jungen Talent, engagierte Emanuel sie für weitere Gastspielreisen des Theaters. Ihren Durchbruch als Schauspielerin hatte sie an der Seite von Giacinta Pezzana als Thérèse Raquin in Émile Zolas Bühnenadaption (1873) seines gleichnamigen Romans.
Wieder in Neapel begegnete sie dem Journalisten und Lebemann Martino Cafiero, mit dem sie eine kurze, aber intensive Liebesbeziehung hatte. Nur ein knappes Jahr später wurde die mittlerweile schwangere 21-Jährige von Cafiero verlassen; ihr Kind starb bei der Geburt und kurze Zeit später auch Cafiero.
1880 schloss sie sich der Schauspielertruppe von Cesare Rossi an, die sich gerade auf einer ihrer vielen Gastspielreisen durch Italien befand. Am 7. September 1881 heiratete Eleonora Duse ihren Schauspielerkollegen Tebaldo Marchetti, genannt „Checchi“. Genau vier Monate später, am 7. Januar 1882, kam die gemeinsame Tochter Enrichetta zur Welt.
Bald darauf erlitt die Schauspielerin einen Blutsturz, der ihre Gesundheit ernsthaft beeinträchtigte und sie vorübergehend ans Bett fesselte. Ihre kleine Tochter musste derweil bei einer Pflegefamilie untergebracht werden. Dennoch schaffte es Eleonora Duse, einen Auftritt der bereits weltberühmten Schauspielerin Sarah Bernhardt in Turin mitzuerleben. Bernhardt beeindruckte durch ihr exaltiertes Temperament auf der Bühne und polarisierte die Öffentlichkeit durch ihr amoralisches Privatleben. Trotz einer gewissen Bewunderung sah die ehrgeizige Duse in der vierzehn Jahre älteren Französin eine Rivalin und strebte kurzerhand danach, die Rollen der Bernhardt ins Italienische zu übertragen:

„Ich bin dabei, Adrienne zu studieren. Ich hatte Unrecht, als ich nicht einwilligen wollte, sie aufzuführen. Aber wenn es gelingen soll, brauche ich das französische Original, wie ich es bei ‚Frou-frou‘, und ‚Bagdad‘ und der ‚Kameliendame‘ gemacht habe …“

### Die Entwicklung des eigenen Stils

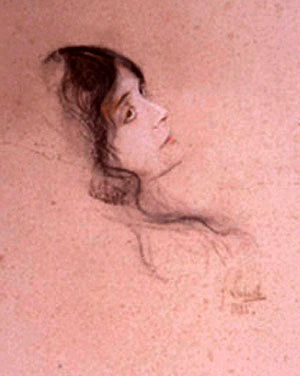
Eleonora Duse. Undatierte Radierung von Franz von Lenbach

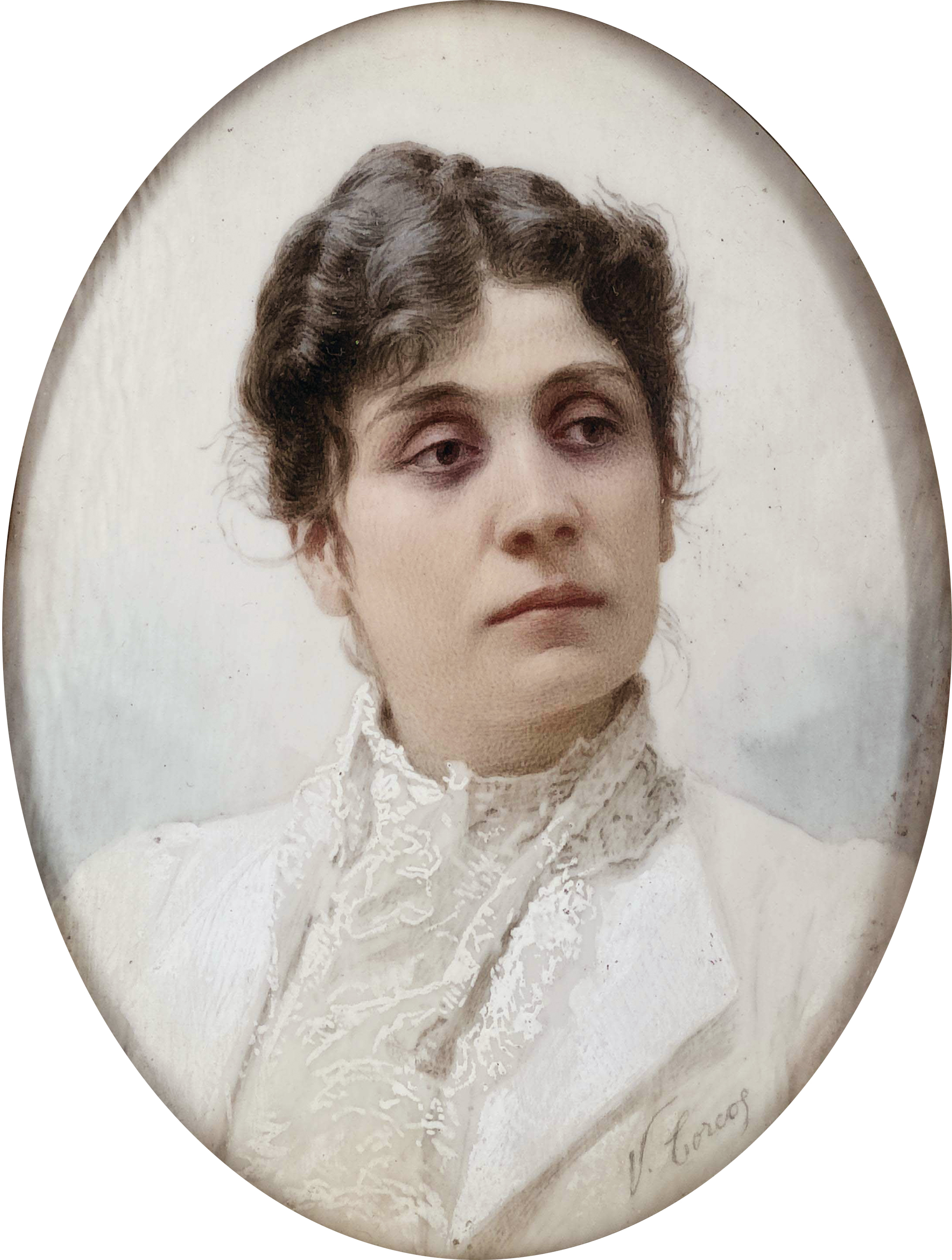
Vittorio Matteo Corcos: Porträt der Eleonora Duse, o. J.

Als Eleonora Duse schließlich darauf bestand, die Glanzrolle der Bernhardt als Kameliendame im gleichnamigen Drama von Alexandre Dumas dem Jüngeren zu übernehmen, lehnte Schauspielleiter Cesare Rossi zunächst ab, weil er die Vergleichsmöglichkeiten mit der großen französischen Tragödin fürchtete. Eleonora Duse setzte sich jedoch über alle Vorbehalte hinweg und schaffte es, ihrer Interpretation der Kameliendame eine bemerkenswert moderne Gestalt zu verleihen, indem sie die Figur reduzierter anlegte als ihre Konkurrentin und die überzogen frivol wirkende Gestik der Bernhardt vermied. So feierte sie am 10. Januar 1883 in Turin mit ihrem ersten Auftritt in der umstrittenen Rolle einen Achtungserfolg.
In der Überzeugung, dass Schauspielkunst nicht erlernbar sei, sondern angeboren, entwickelte „die Duse“, wie sie mittlerweile von zeitgenössischen Kritikern genannt wurde, zunehmend ihre ganz eigene Methodik zu agieren. Die eher zierlich wirkende, dunkelhaarige Frau verließ sich ausschließlich auf ihr ausdrucksstarkes Gesicht, ihre Darstellungskraft und Gestik und verzichtete weitgehend auf künstliche Intonation, Masken, Requisiten und Schminke. Das damals gebräuchliche „Handbuch der Bühnenposen“, eine stereotype Anleitung, wie jede Emotion theatralisch umzusetzen sei, ignorierte sie völlig. Die Duse traf damit zunächst auf Unverständnis bei den Zuschauern. Diese neue, „moderne“ Art der Darstellung irritierte auch ihre Kritiker, und so rechtfertigte sie ihre Art zu spielen in zahlreichen Briefen. In einem Schreiben an den Theaterkritiker Icilio Polese Santarnecchi monierte sie: 

„Ist es Kunst, über die ich zu Euch sprechen soll? Ich glaube, ja … wenn mir nicht die Erfolge in Rom den Verstand getrübt haben. – Ich glaube, ja … aber glaubt Ihr, daß man über Kunst sprechen kann? Es wäre dasselbe, wie wenn man die Liebe erklären wollte. […] Es gibt so viele Arten zu lieben und es gibt ebenso viele Offenbarungen der Kunst. Es gibt die Liebe, die erhebt und zum Guten führt: und es gibt die Liebe, die jeden Willen, jede Kraft, jede Bewegung des Verstandes lähmt. Mir scheint diese ist die wahrste, aber sicherlich auch die verhängnisvollste […] Wer vorgibt, Kunst zu lehren, versteht rein gar nichts von ihr […] Zerreißt diesen dummen Brief; aber haltet mich nicht für dumm.“

### Erste internationale Erfolge

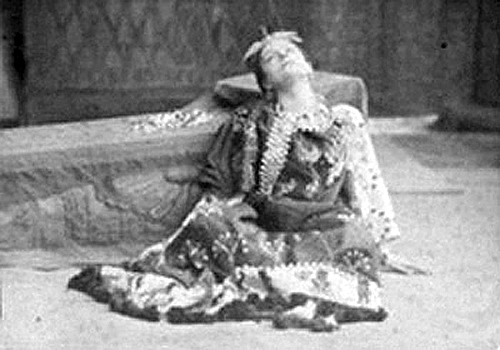
Eleonora Duse in Antonius und Cleopatra (ca. 1888)

Gegen Ende 1883 bot der sizilianische Schriftsteller Giovanni Verga Cesare Rossi die Inszenierung des Volksstücks Cavalleria rusticana an; Vergas Novelle Cavalleria Rusticana diente später der gleichnamigen Oper Pietro Mascagnis als Vorlage (1890). Im Gegensatz zum konservativen Rossi begeisterte sich die progressive Eleonora Duse sofort dafür und übernahm spontan die Rolle des Bauernmädchens Santuzza. Die Uraufführung am 14. Januar 1884 in Turin wurde ein großer Erfolg des Schauspielerensembles und der Duse. Am 11. Mai 1884 gastierte die Gruppe in Mailand.
Bei einem Essen mit dem Bürgermeister der Stadt begegnete Eleonora Duse erstmals dem berühmten Dramatiker, Komponisten und Theaterkritiker Arrigo Boito. 1885 trat die Schauspielerin ihre erste Auslandstournee nach Südamerika an. Obwohl die Schauspielerin nur in ihrer Muttersprache spielte, wurde sie dank ihres ausdrucksstarken Spiels auch außerhalb Italiens vom Publikum wahrgenommen. In Rio de Janeiro notierte sie dazu:

„Die Zeitungen stellten nur fest, daß ich ein Ich-weiß-nicht-was hätte, das sie beeindruckt habe, aber daß sie von meiner Stimme nur eine schwache dürftige Hälfte gehört hätten – abgesehen von der Schwierigkeit der Sprache (mein weiches Italienisch und jenes harte Portugiesisch mit dem noch härteren Brasilianisch!).“

In Südamerika verliebte sie sich in ihren Bühnenpartner Flavio Andò und trennte sich kurzerhand von ihrem Ehemann Tebaldo Checchi. Gleichzeitig erklärte sie Cesare Rossi ihren Ausstieg aus dessen Ensemble, um 1886 zusammen mit ihrem neuen Lebenspartner eine eigene Theatergruppe, die sie Compagnia della Città di Roma nannte, zu gründen. In Briefen an Rossi versuchte sie, ihre Selbstzweifel an dieser Entscheidung zu mildern:

„Ich bitte Sie, mir zu verzeihen, wenn ich Ihnen ein Blatt Papier in Form eines Briefes schicke; vielleicht ganz unangebracht, aber ihre Worte haben mir so wohl getan! Sie haben mir einen großen Gewissenszweifel genommen, etwas, das mir den Kopf zermartert hat […] es gibt eine bestimmte Güte, die solche Schwächlinge wie mich nicht rettet! Ich mag Sie gern, Rossi, ich mag Sie gern.“

Wenige Jahre später sollte sie Rossi in einem weiteren Brief bitten, wieder in seinem Ensemble spielen zu dürfen: „Bitte Rossi verstehen Sie mich recht, daß es nicht eine Anmaßung von mir ist, mich so anzubieten; vielleicht interessiert die Sache das Publikum nicht, aber mir wäre es lieb, mich wieder in die Reihen unter die alte Fahne zu stellen.“

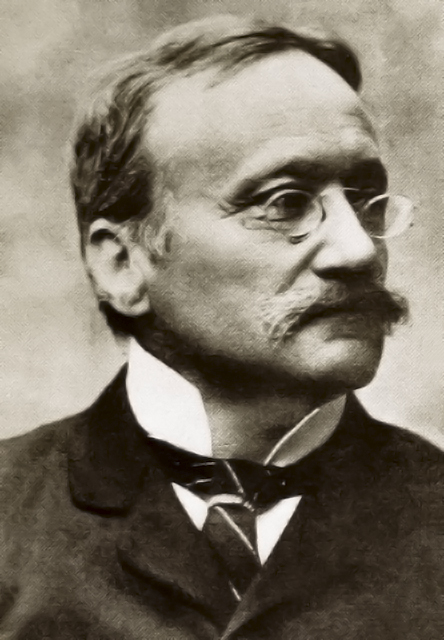
Arrigo Boito

Die Liaison mit Andò währte nicht lange: Am 11. Februar 1887 trat die Duse mit ihrem neuen Ensemble in einer Komödie von Carlo Goldoni im Mailänder Theater Manzoni auf. Im Publikum saßen Giuseppe Verdi und sein Librettist Arrigo Boito. Boito, den die Duse später „den Heiligen“ nannte, übersetzte für sie unter anderem die Shakespeare-Werke Antonius und Cleopatra und Macbeth ins Italienische. Die 28-Jährige und der sechzehn Jahre ältere Dichter verliebten sich bald ineinander. Damit sollte eine langjährige und komplizierte Affäre beginnen, denn beide waren verheiratet und eine Scheidung stand im strenggläubigen Italien außer Betracht: Die Duse hätte das Sorgerecht für ihre Tochter an Tebaldo Checchi, der die Scheidung verweigerte, verloren und der Ruf des honorigen Schriftstellers Boito wäre ruiniert gewesen. Also fanden die Treffen der beiden stets heimlich statt. Für Eleonora, das ehemalige Künstlerkind, das ohne regelmäßige Schulbildung aufgewachsen war, stellte der belesene und eloquente Arrigo Boito einen väterlichen Liebhaber dar, der ihr literarisches Wissen vermittelte. Auch künstlerisch ging es mit der Duse aufwärts: In den folgenden Jahren führten weitere Gastspiele sie nach Ägypten, Spanien, die USA, England, Österreich und nach Deutschland; sie wurden der Beginn ihrer internationalen Karriere.

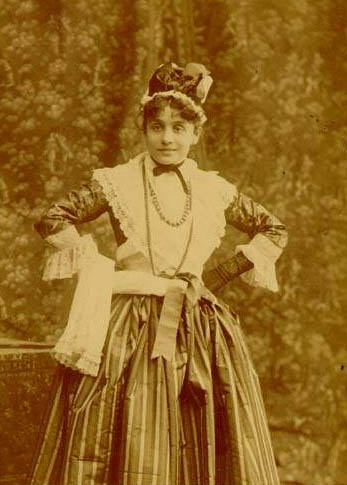
Eleonora Duse in La locandiera (1891)

Am 9. Februar 1891 führte die Duse in der Titelrolle der Nora erstmals ein Bühnenstück Henrik Ibsens in Italien auf und erntete damit großen Beifall. Es folgte die Rolle der Mirandolina in Goldonis La locandiera.

### Internationaler Durchbruch
Wenige Wochen danach gastierte Eleonora Duse in Sankt Petersburg, weitere Auftritte folgten von November 1891 bis 1892. Der Dramatiker Anton Tschechow zeigte sich in Briefen an seine Schwester begeistert von der Diva und schrieb: „Welch’ eine wunderbare Schauspielerin! Ich habe noch nie zuvor etwas Gleichartiges gesehen.“
Auch der Wiener Schriftsteller Hermann Bahr sah zusammen mit den beiden Schauspielern Friedrich Mitterwurzer und Josef Kainz in St. Petersburg eine Aufführung des Stücks La femme de Claude. Er war so beeindruckt, dass er dieses Erlebnis noch Jahre später „zu den stärksten Eindrücken“ seines Lebens zählte. Bahr schickte als Rezension eine Lobeshymne an die Frankfurter Zeitung und machte Duse damit in Mitteleuropa erst wirklich bekannt. Sein Text wurde in den Führer durch das Gastspiel von Eleonore Duse (1892) aufgenommen, der dazu diente, dem deutschen Publikum „das volle Verständnis und den vollen Genuß“ der italienisch vorgetragenen Stücke zu ermöglichen.
Daraufhin engagierte ein Wiener Theateragent Duse nach Wien. Kainz verschaffte ihr überdies ein Engagement am Lessing-Theater in Berlin. Kurze Zeit nach der Russland-Tournee erhielt sie eine Einladung nach Wien und gab dort am 20. Februar 1892 im Carl-Theater mit Dumas’ Kameliendame ihr erstes Gastspiel in Österreich: „… am ersten Abend spielte sie vor leerem Hause, den nächsten Tag war sie weltberühmt.“ 1893 folgten Auftritte in London und Berlin.

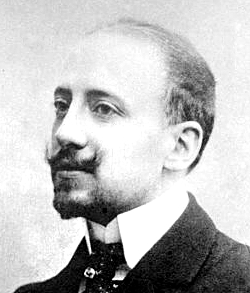
Gabriele D’Annunzio

1894 lernte sie den fünf Jahre jüngeren Dichter und Schriftsteller Gabriele d’Annunzio in Venedig kennen und lieben. Von diesem Zeitpunkt an wandte Duse ihre gesamte Kraft und ihr Kapital für d’Annunzio auf und versuchte, seine Stücke bekannt zu machen, wobei sie für die Inszenierungen ein Vermögen ausgab. Sie spielte nun fast ausschließlich seine Stücke, obwohl ihr die Rollen nicht lagen und diese auch beim Publikum wenig Anklang fanden.

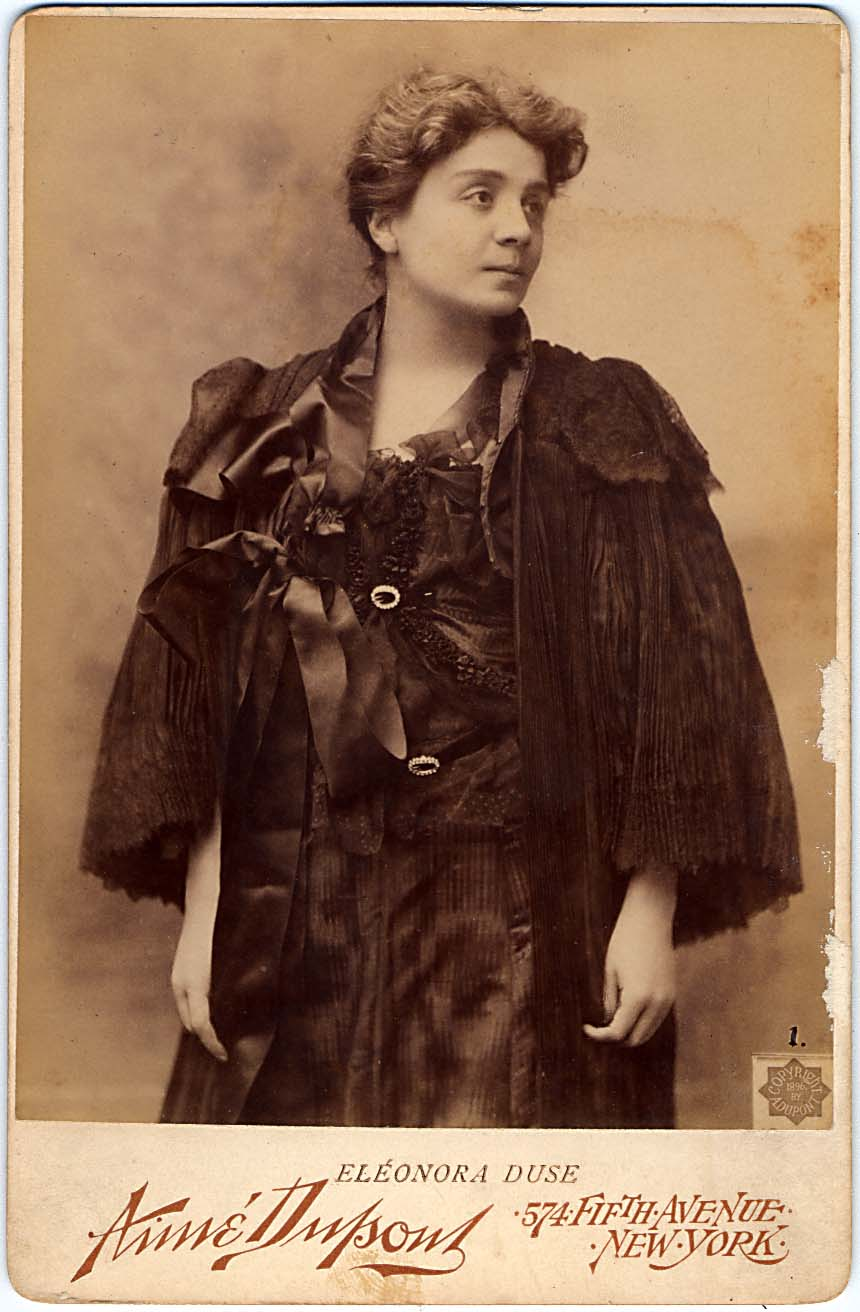
Autogrammkarte Eleonora Duse in New York 1896. Fotografie von Aimé Dupont

1896 unternahm Eleonora Duse ihre zweite Reise in die USA; in Philadelphia begann sie einen zunächst formellen, später regen freundschaftlichen Briefwechsel mit dem Dichter und Übersetzer Adolfo de Bosis, einem brüderlichen Freund von d’Annunzio. Adolfo de Bosis und dessen Frau Liliana sollten der Duse bis an ihr Lebensende freundschaftlich eng verbunden bleiben. Im selben Jahr verstarb Arrigo Boitos Frau und die Beziehung zwischen Boito und Duse lebte von neuem auf.
Der selbstverliebte d’Annunzio wurde bald untreu und betrog die Schauspielerin; er plauderte private Details aus und kompromittierte sie später schonungslos in seinem Werk Il Fuoco (dt. Das Feuer, 1900), das von einer alternden Diva handelt, die sich mit jüngeren Geliebten schmückt. Überdies übertrug er seine Tragödie La città morta ihrer langjährigen Rivalin Sarah Bernhardt. Dennoch folgte sie 1897 einer Einladung Bernhardts, um an deren Pariser „Renaissance-Theater“ mit d’Annunzios Stück Il sogno d’un mattino di primavera zu debütieren.
Um die Jahrhundertwende widmete Gabriele d’Annunzio der Duse noch weitere Stücke, darunter die Tragödien La Gioconda (1898) sowie Francesca da Rimini (1901) über die unglückliche Liebe der Francesca da Rimini, mit deutlicher Anspielung auf die eigene gescheiterte Liebe. Eleonora Duse geriet wegen der aussichtslosen Verbindung mit d’Annunzio zunehmend in schwere Depressionen:

„Man muß solche Tage, dem Geist so schwere, vergessen. Ich bereue es so! So sehr. Ich bin so glücklich gewesen […] und der Mensch, der meine Seele empfängt, war so hochherzig und gut, daß wahrhaftig mein Kummer nur zu verzeihen ist für – die zu große Seeligkeit, die mir heute verloren scheint.“

Gabriele d’Annunzio spielte in späteren Jahren als politischer Aktivist für Benito Mussolini eine bedeutende Rolle im italienischen Faschismus.

### Späte Jahre und Tod
Nach ihrer Trennung von Gabriele d’Annunzio konzentrierte sich die Duse verstärkt auf die Bühnenstücke Henrik Ibsens, den sie sehr verehrte. Während einer Skandinavien-Tournee im Frühjahr 1906 beabsichtigte sie, den schwer kranken norwegischen Schriftsteller zu treffen, doch dazu kam es nicht mehr. Ibsen verstarb am 23. Mai.
1907 machte die amerikanische Tänzerin Isadora Duncan, mit der Eleonora Duse befreundet war, den Theaterstar mit dem englischen Bühnenbildner und Theatertheoretiker Edward Gordon Craig bekannt. Der vom symbolistischen Konzept der Stilbühne geprägte Gestalter war für seine modernen architektonischen Bühnendekore bekannt und stattete einige Ibsen-Inszenierungen der Duse aus. Die Zusammenarbeit währte allerdings nur kurz: Es kam zu künstlerischen Differenzen und alsbald zum Bruch zwischen den beiden exzentrischen Künstlern, weil die Duse Craigs Bühnenbilder ohne Absprache ständig änderte.
In den Jahren 1908/09 begab sich die Duse auf Welttournee und gastierte einmal mehr an den Stationen ihrer langen Karriere. Im Alter von fünfzig Jahren war die Prima Donna auf dem Gipfel ihres Erfolges angekommen. Umso überraschender kam die Nachricht ihres Abschieds von der Theaterbühne, den sie am 25. Januar 1909 nach einer Aufführung von Ibsens Rosmersholm in Berlin verkündete. Sie traf diese Entscheidung sowohl aus gesundheitlichen Gründen als auch aus dem Wunsch heraus, sich innerlich zu erneuern.
In den folgenden Jahren wurde es ruhiger um die einst rastlose Diva. Sie zog sich auf ihr Anwesen nach Asolo zurück. Ihr Vorhaben, in dem gerade aufkommenden Stummfilm Karriere zu machen, gelang ihr nicht; der veristische Film Cenere (dt. Asche, 1916) nach einem Roman von Grazia Deledda (1871–1936), bei dem sie das Drehbuch mitgeschrieben hatte und die Hauptrolle der Rosalia Derios spielte, wurde trotz ihrer Bekanntheit kein Publikumserfolg. Weil Cenere der einzige Film mit Eleonora Duse ist, gilt er unter Cineasten als seltenes Stück der Kinogeschichte.
In einem Brief an den Regisseur des Films, Febo Mari, der auch die Sohnesrolle in dem Film spielte, schrieb sie ob ihrer Zweifel am Erfolg des Werkes:

„Stellen Sie mich in den Schatten […] ein Film in voller Sonne, auch wenn nur zur Probe, wie gestern, kann mit mir nicht gelingen; ich bin dessen sicher. Jawohl das ‚au premier plan‘ schreckt mich. Da möchte ich mich lieber in die Einsamkeit zurückziehen. – Ich habe einige Filme von Griffith gesehen – ich sah gewisse Halbschatten, gewisse Skizzierungen, die mein Fall wären.“

Bei einem Autounfall, am 11. Oktober 1916  in Alassio, verletzte sich Duse leicht im Gesicht und verschob daraufhin alle weiteren Filmprojekte. Nach dem Ersten Weltkrieg besuchte Eleonora Duse im Mai 1919 ihre Tochter Enrichetta in England. Enrichetta, die die ganzen Jahre bei Pflegeeltern oder in englischen, französischen und deutschen Internaten aufgewachsen war, hatte 1908 einen Mathematikprofessor in Cambridge geheiratet und war inzwischen Mutter zweier Kinder. Duse wollte eigentlich mehrere Monate in England bleiben, brach den Aufenthalt allerdings wegen gesundheitlicher Probleme schon nach wenigen Wochen ab und kehrte nach Italien zurück.

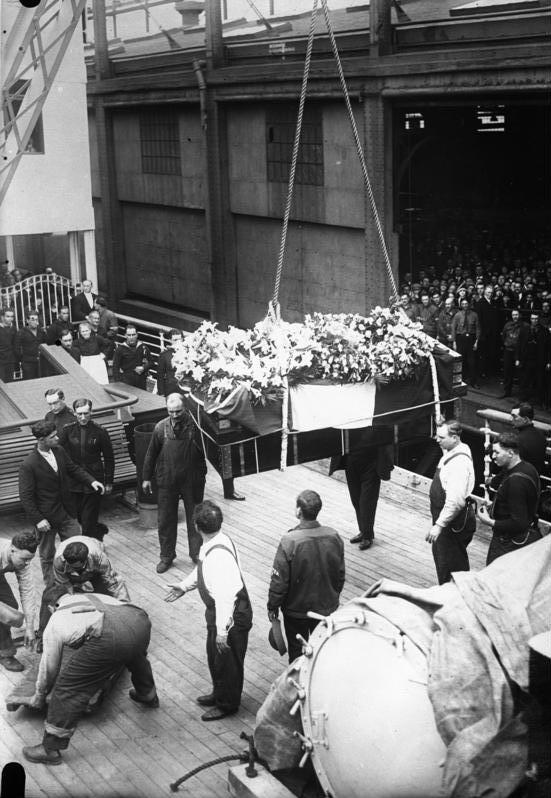
Überführung des Leichnams nach Italien an Bord eines italienischen Kreuzers (1924)

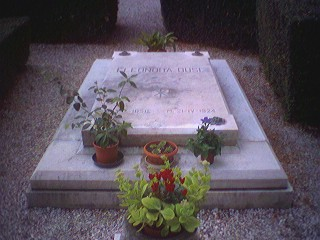
Grab in Asolo (Italien)

Aufgrund finanzieller Schwierigkeiten kehrte die Duse am 5. Mai 1921 überraschend mit dem Ibsen-Stück Die Frau vom Meer auf die Bühne des Teatro Balbo in Turin zurück. Das Publikum feierte sie mit Blumen und bereitete ihr einen von stehenden Ovationen begleiteten Applaus. Nach kurzen Gastspielen in Wien und London trat sie am 29. Oktober 1923 in New York noch einmal eine für fünf Wochen angesetzte Tournee durch die USA mit Stationen in Baltimore, Philadelphia, Washington, Boston, Chicago, New Orleans, Los Angeles, San Francisco und Detroit an. Am 1. April 1924 traf die gesundheitlich schwer angeschlagene Schauspielerin in Pittsburgh, Pennsylvania, ein, wo sie an einer schweren Lungenentzündung erkrankte. Nach einem Auftritt am 5. April brach sie schließlich zusammen.
Eleonora Duse starb im Alter von 65 Jahren in ihrem Hotelzimmer in Pittsburgh. Ihr Sarg wurde per Schiff in ihr Heimatland Italien überführt. Begleitet von Tausenden ihrer Landsleute wurde sie auf dem Friedhof von Asolo, wo sie ihr Anwesen hatte, beerdigt.

## Rezeption

### Verehrung zu Lebzeiten

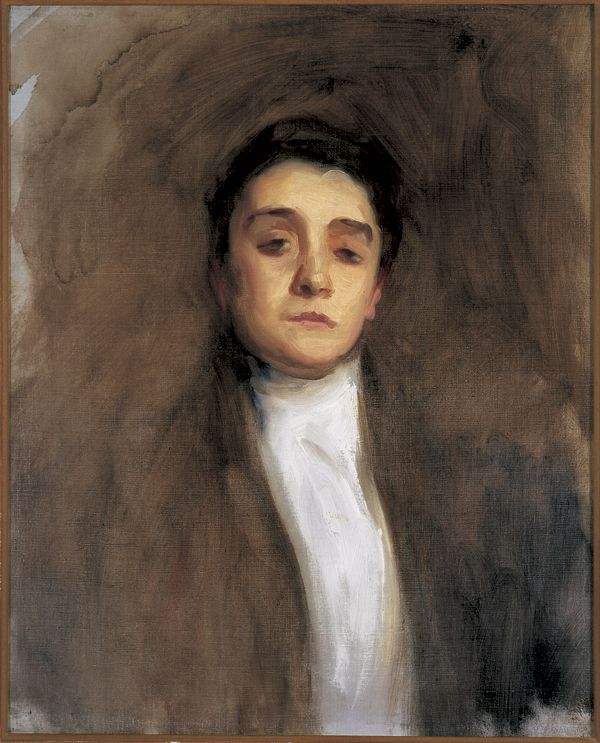
Eleonora Duse. Porträt von John Singer Sargent (ca. 1893)

Wegen ihres großen Könnens wurde Eleonora Duse, wie nach ihr zum Beispiel die Garbo, bereits zu Lebzeiten überschwänglich „die Göttliche“ genannt. Nachdem George Bernard Shaw, selbst Theaterkritiker, ihre Interpretation der Kameliendame gesehen hatte, stellte er sie sogar über ihre Rivalin Sarah Bernhardt.
Sie wurde von zahlreichen Malern, darunter Franz von Lenbach und John Singer Sargent, verewigt und von Schriftstellern wie Rainer Maria Rilke, dem sie 1912 in Venedig begegnete, und dessen Freund Hugo von Hofmannsthal verehrt.
Zur Vorankündigung ihrer Amerikatournee widmete ihr das Magazin Time am 30. Juli 1923 eine Titelgeschichte. Damit war sie die erste Frau auf dem Titelbild von Time, nachdem seit der ersten Ausgabe (3. März 1923) 21 Männer auf dem Cover des Magazins erschienen waren (zum Beispiel der damalige US-Präsident Warren G. Harding und Finanzminister Andrew W. Mellon oder internationale Größen wie Mustafa Kemal Atatürk und Winston Churchill).
Der damalige Direktor des Union Square Theater in New York, Albert M. Palmer, sagte im Zuge der Tournee:

„Frau Duse ist die größte Schauspielerin, die ich jemals gesehen habe, wobei ich die Bernhardt nicht ausnehme. […] Ich habe nicht geglaubt, dass man auf der Bühne zu solch einer Natürlichkeit gelangen könne. Die Duse vermittelt die vollkommene Illusion, und sie verkörpert die Gestalten in atemberaubendem Realismus.“

### Nachwirkungen

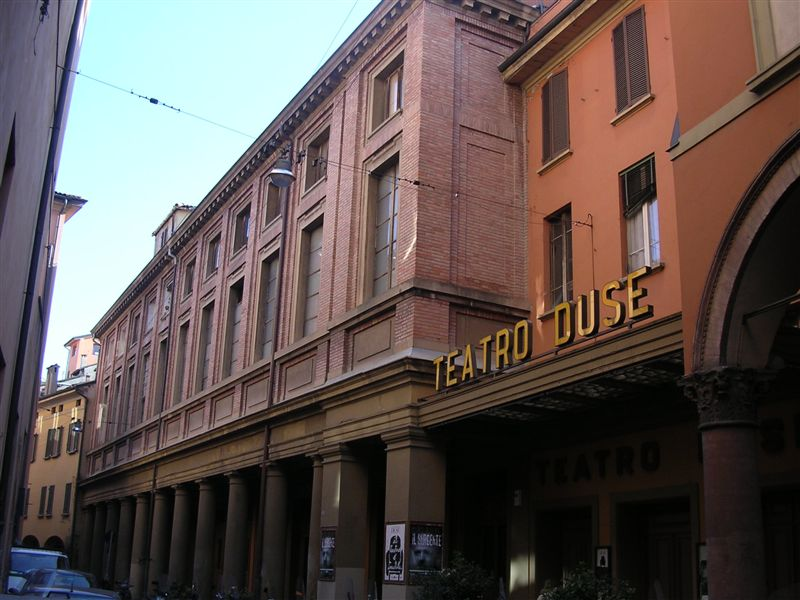
Teatro Duse in Bologna

Neben ihrem Zeitgenossen Konstantin Stanislawski (1863–1938) wird Eleonora Duse oft als Vorläuferin des modernen Method Acting bezeichnet. Vor allem US-amerikanische Bühnendarsteller, Schauspielschulen und Theaterworkshops, wie zum Beispiel das durch Lee Strasberg bekannt gewordene Actors Studio in New York, berufen sich häufig auf die Duse als frühe Protagonistin des puristischen Stilmittels, sich nur mit Körpereinsatz und unter Verzicht unnötiger Requisiten zu artikulieren. Die Duse setzte sich somit zunehmend über damalige schauspielerische Konventionen hinweg und entwickelte ihre eigene Methodik des Schauspiels.
Das Leben und Werk der Duse und vorrangig ihre Liebesbeziehungen lieferten, nebst zahlreichen Biografien und Dokumentationen, selbst Material für Theaterproduktionen. Der kanadische Schauspieler Nick Mancuso inszenierte das Theaterstück Duse, das im Juni 2004 im kanadischen Toronto aufgeführt wurde. Der Choreograph John Neumeier inszenierte in Hamburg das Ballett Duse, Premiere am 6. Dezember 2015.
In verschiedenen italienischen Städten gibt es Theater, die nach der Schauspielerin benannt wurden, so in Bari, Bologna, Genua und Rom.
Im Tafelservice berühmter Frauen von Vanessa Bell und Duncan Grant von 1934 ist ihr ein Teller gewidmet.
Im Jahr 2025 entstand der Spielfilm Duse mit Valeria Bruni Tedeschi in der Titelrolle.